# Christian Ulrich II. (Württemberg-Wilhelminenort)

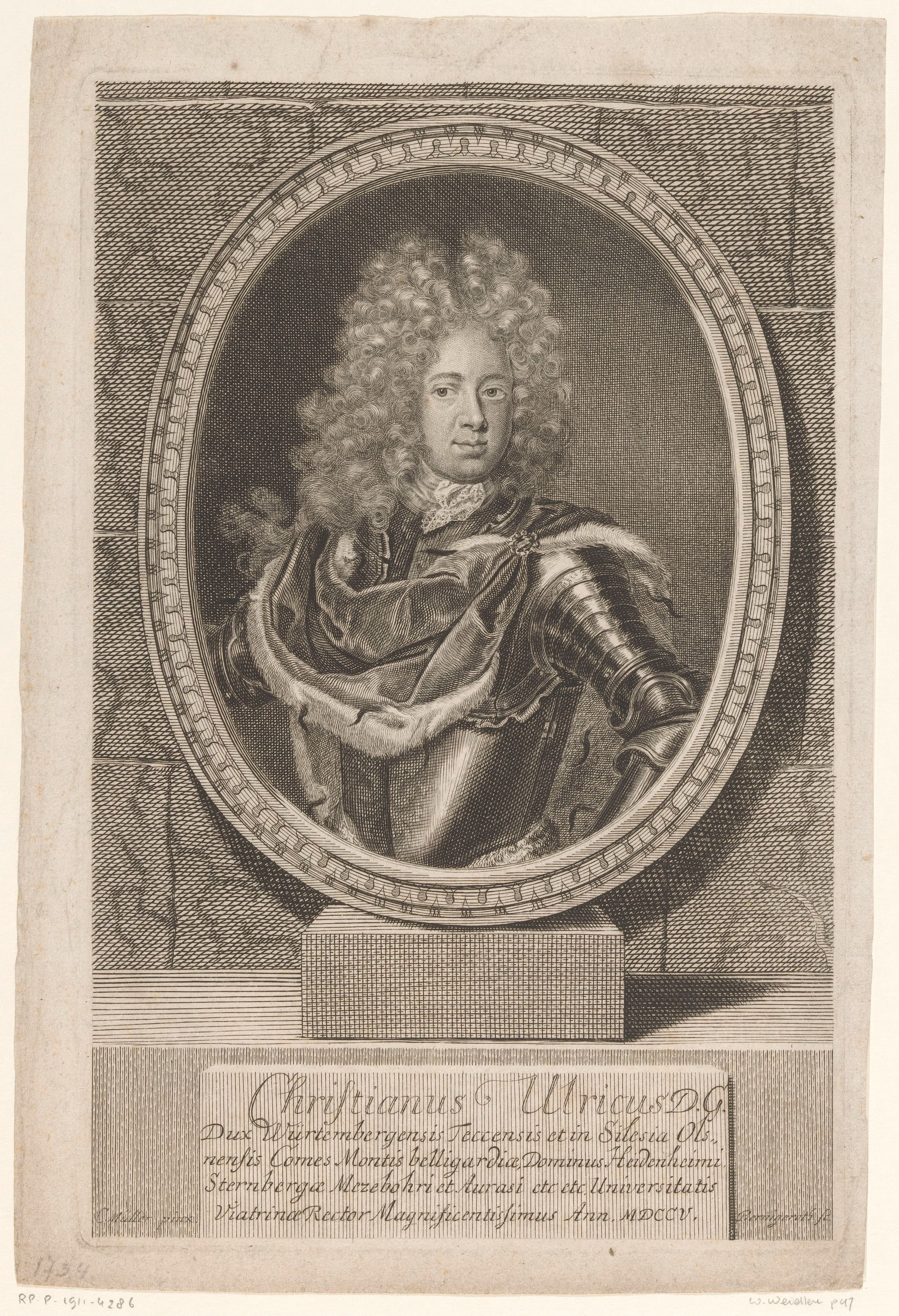
Christian Ulrich II.

Christian Ulrich II. von Württemberg-Wilhelminenort (* 27. Januar 1691 in Vielguth, Herzogtum Oels, Schlesien; † 11. Februar 1734 in Stuttgart) war Herzog von Württemberg-Wilhelminenort.

## Leben
Christian Ulrich II. war der jüngste Sohn des Herzogs Christian Ulrich I. von Württemberg-Oels (1652–1704) aus dessen zweiter Ehe mit Prinzessin Sibylle Marie (1667–1693), Tochter des Herzogs Christian I. von Sachsen-Merseburg. Der Prinz studierte an der Universität Frankfurt (Oder) und an der Berliner Ritterakademie.
Christian Ulrich residierte als Paragiatsherr auf dem Landsitz Wilhelminenort (vormals Bresewitz), das zu Ehren seiner Stiefmutter Sophie Wilhelmine von Ostfriesland (1659–1698) umbenannt worden war. Am 26. Januar 1723 konvertierte er anlässlich einer Reise nach Rom zum Katholizismus. Zwölf Jahre später starb er erst 43-jährig in Stuttgart. Sein Sohn wurde von seinem älteren Bruder als Nachfolger im Herzogtum Oels bestimmt.

## Nachkommen
Christian Ulrich heiratete am 13. Juli 1711 Philippine Charlotte (1691–1758), Tochter des Grafen Erdmann von Redern auf Krappitz, mit der er folgende Kinder hatte:
- Elisabeth Sophie Charlotte (1714–1716)
- Ulrike Luise (1715–1748), Kanonissin im Stift Gandersheim
- Karl Christian Erdmann (1716–1792), Herzog von Württemberg-Oels

⚭ 1741 Gräfin Marie Sophie Wilhelmine zu Solms-Laubach (1721–1793)
- Wilhelmine (*/† 1719)
- Franziska Charlotte Jakobine (1724–1728)
- Friederike Johanna (1725–1726)